# Ocotea micrantha
Ocotea micrantha är en lagerväxtart som beskrevs av Van der Werff. Ocotea micrantha ingår i släktet Ocotea och familjen lagerväxter. Inga underarter finns listade i Catalogue of Life.